# Нотр-Дам-де-л’Ассомпсьон
Церковь Нотр-Дам-де-л’Ассомпсьон (фр. L'église Notre-Dame-de-l'Assomption, церковь Успения Пресвятой Богородицы в Фенью) — романская церковь сентонжского типа в коммуне Фенью (департамент Приморская Шаранта, регион Новая Аквитания, Франция). Храм известен богатой скульптурной группой западного портала (зодиак, притча о девах мудрых и неразумных, аллегории добродетелей и пороков) и расположенной рядом редкой «лантерной мёртвых» XII века. Западный портал был включён в первый список исторических памятников Франции (1840), впоследствии охрана распространена на весь памятник.

## История
Сооружение церкви в романском стиле относится к XII веку; наиболее старые части — неф и малая северная дверь. Фасад возведён во второй половине XII века, а колокольня — в последней четверти столетия. Апсида, где расположен хор, была перестроена в XV веке; до XIX века значительную часть нефа занимала западная трибуна.
Верхние ярусы колокольни были восстановлены в XIX веке; источники указывают на участие архитектора Теодора Баллю. Лантерна мёртвых у южной стороны храма датируется романским периодом и составляет с церковью единый исторический ансамбль.

## Архитектура

### План и объём
Сооружение без трансепта; однонефный объём насчитывает четыре травеи.

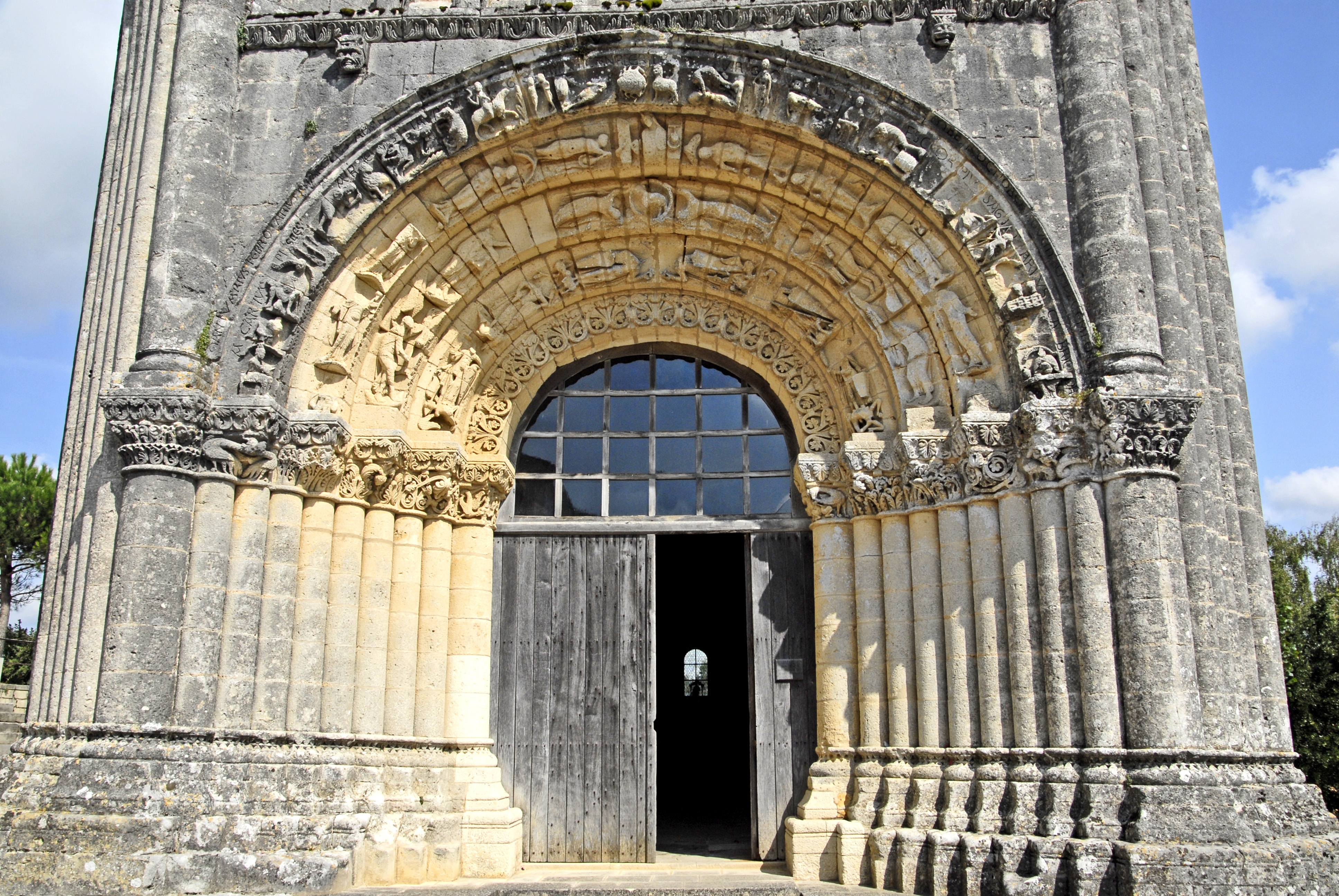
Входной портал церкви

Нынешняя литургическая организация сосредоточена в восточной части; апсида XV века перекрыта полукуполом (конха), неф — цилиндрическим сводом с подпружными арками.

### Западный фасад и портал
Западный портал — один из образцовых в сентонжской романике. Проём окружён множеством колонн; пять архивольт-вуссюр несут скульптурные циклы:
1. Внешний пояс — Зодиак;
2. Второй — Христос, окружённый пятью девами мудрыми и пятью неразумными;
3. Третий — Агнец Божий с ангелами;
4. Четвёртый — Добродетели и Пороки;
5. Внутренний — растительный орнамент.

### Боковые стены и двери
На северной стене, рядом с фасадом, расположена небольшая боковая дверь начала XII века, фланкированная тремя колонками с архивольтами, украшёнными растительными мотивами.

### Колокольня
Квадратная в плане колокольня поднимается над западной частью; верхние ярусы решены в характерной для региона ажурной манере и были заново выполнены в XIX веке (реставрация с участием Баллю).

### Лантерна мёртвых Фенью
Рядом с храмом стоит отдельная башня-фонарь (lanterne des morts) XII века — редкий тип погребально-коммеморативных сооружений, распространённых в западной и центральной Франции в эпоху романики. На её вершине в прошлом зажигали лампу; современная историография трактует эти башни как знаки сакрального статуса кладбища и места поминовения умерших (не «маяки» в узком смысле).